# 涌谷町立月将館小学校
涌谷町立月将館小学校（わくやちょうりつ　げっしょうかんしょうがっこう）は、宮城県遠田郡涌谷町にある公立小学校。

## 概要
本校は、涌谷町の中心部を流れる江合川沿いに位置する小学校である。全校生徒数は137人（令和5年5月1日現在）。

## 沿革
- 2011年（平成23年） 4月1日 - 涌谷第二小学校と涌谷第三小学校の統合により開設
- 2013年（平成25年）
  - 8月 - 新体育館工事着工
- 2014年（平成26年）
  - 3月 - 新体育館完成

## 周辺
- 涌谷城跡
- 江合川
- 涌谷町立涌谷中学校